# FIFA Football 2004
 (juillet 2017).
Si vous disposez d'ouvrages ou d'articles de référence ou si vous connaissez des sites web de qualité traitant du thème abordé ici, merci de compléter l'article en donnant les références utiles à sa vérifiabilité et en les liant à la section « Notes et références ».
FIFA Football 2004 est un jeu vidéo de football sorti en 2003 pour les plateformes PlayStation, PlayStation 2, Xbox, Windows, GameCube, Game Boy Advance et N-Gage.
Le jeu a été édité par EA Sports. C'est le douzième volet de la série FIFA Football.
L'italien Alessandro Del Piero, le français Thierry Henry et le brésilien Ronaldinho sont apparus dans la jaquette du jeu.

## Système de jeu
Cette opus est le premier de la série à inclure un mode carrière avec la présence de la Ligue 2 française.